# چانگ ری-جین
چانگ ری-جین (انگلیسی: Chang Ri-jin؛ زادهٔ ۲۸ اکتبر ۱۹۱۷) بازیکن بسکتبال اهل ژاپن بود.